# Милошец (окръг Гюргево)
Милошец (на румънски: Miloșești) е село в Румъния, разположено в община Херъщ, окръг Гюргево. Намира се на 41 метра надморска височина. Според преброяването през 2011 г. е с население от 254 души. Според официалните данни всичките жители на селото са румънци, но реално по оценки в селото живеят предимно българи.
Българите се заселват в селото през 1836 г. от селата Хърсово (Исперихско) и Голям извор (Разградско). В периода 1910 – 1920 г. селото е било чисто българско и е имало 312 жители, потомци на македонски българи – „арбанаси“, преселили се в Румъния от Разградско. През 1974 г. в селото е имало около 150 български къщи, като в малко от тях се е говорил български език, който е от мизийски тип.